# 若松佑子
若松 佑子（わかまつ ゆうこ）は、日本の生物学者、名古屋大学生物機能開発利用研究センター教授。魚類に関する細胞生物学、遺伝学を専門とする。
内臓が透けて見え、内臓の発達を詳細に観察出来る透明メダカを生み出した事で知られる。

## 略歴
- 1968年（昭和43年）、甲南大学理学部卒業
- 1973年、京都大学に助手として就職
- 1988年、京都大学助教授に就任
- 1994年（平成年）、名古屋大学助教授に就任
- 2002年、名古屋大学生物機能開発利用研究センターの教授に就任

## 透明メダカの作成
2002年より、科学研究の基礎となる動物、植物等（バイオリソース）の収集・保存・提供・研究を行う文部科学省のプロジェクトの1つナショナルバイオリソースプロジェクトにて、メダカの研究代表者となる。
メダカの研究を行う内に、皮膚の色素が少ないメダカの系統を選び、交配を重ねることによって、解剖を行わなくても内臓を詳細に観察できる透明メダカを開発した。これにより、生きている生物の内臓の様子をそのまま研究できるという新たな手法をもたらした。
現在、透明メダカは河川の汚染状況の評価や、毒性評価など様々な研究に用いられている。